# Sakari Kukko
Jyrki Sakari Kukko (nacido el 8 de julio de 1953 en Kajaani ) es un músico finlandés. Kukko es especialmente conocido por su música música étnica que ha tocado junto a su banda Piirpauke  En la década de 1980 Kukko tocó también junto a la banda de Youssou N'Dour, Étoile du Dakar, en Senegal . También ha colaborado como músico invitado en grupos de música de rock finlandesa, realizando, entre otras cosas, los álbumes Amorphis, y Kingston Wall.